# Freaks!
Freaks! (lett. Scherzi della natura!) è una webserie italiana trasmessa su YouTube tra l'8 aprile 2011 e il 10 febbraio 2013.
La prima stagione è stata trasmessa in replica sul Deejay TV, canale 69 del digitale terrestre.

## Produzione
La serie, composta da due stagioni, è stata realizzata con un budget limitato e con la partecipazione di un cast non retribuito; tutti gli episodi sono ancora visualizzabili sul canale ufficiale di YouTube.
Secondo le dichiarazioni di Claudio Di Biagio, una terza stagione era già stata scritta ma non è mai stata completata per mancanza di budget.

## Trama

### Prima stagione
Giulia, Marco, Andrea, Viola e Silvio sono vittime di uno svenimento collettivo. I cinque si risvegliano quattro mesi dopo e non ricordano nulla degli eventi accaduti in quel lasso di tempo. Scoprono inoltre di avere acquisito dei poteri sovrannaturali: Viola può rendere temporaneamente ciechi col suo tocco, oltre a, sempre toccando, vedere con gli occhi degli altri, Marco può viaggiare nel tempo quando si eccita sessualmente, Silvio inizialmente crede che il suo potere sia quello di essere sempre fortunato, Andrea può far provare i propri sentimenti a chi lo circonda, mentre Giulia diventa fortissima, ma è costretta a bere sangue umano. I cinque non riescono a gestire questo susseguirsi di eventi e si riuniscono a casa di Silvio per parlare. Giulia, istigata dalle visioni di Gabriele, uccide Viola. Marco, Silvio e Andrea compiono un viaggio temporale grazie al potere del primo e cercano di evitare il tutto, riuscendo alla fine ad evitare la morte di Viola grazie a una trasfusione del sangue di Silvio (il cui potere sembra consistere in pura fortuna), che fa sembrare Viola morta agli occhi dei loro doppi del passato e facendoli tornare indietro, evitando il paradosso temporale. Nel frattempo Gabriele, inspiegabilmente ancora vivo dopo l'attacco di Giulia, arriva a casa di Silvio e illustra ai Freaks, esclusa Giulia, che tutto quanto si sta svolgendo secondo una successione ciclica, che porterà alla stessa situazione di quattro mesi prima, chiedendo ai ragazzi di salvargli la vita. I freaks riescono ad impedire a Giulia di uccidere Gabriele grazie anche al potere di Silvio che rivela possedere una sorta di potere telecinetico. I ragazzi svengono e tutto ritorna a 4 mesi prima, esattamente prima di entrare in blackout.

### Seconda stagione
I ragazzi sono tornati indietro di quattro mesi, come se tutto ciò che era avvenuto non fosse in realtà reale. Tuttavia i quattro ne conservano il ricordo e la prova che è realmente successo qualcosa sta nel fatto che i Freaks sono nel mirino di un'organizzazione che vuole ucciderli. Nel frattempo vengono introdotte le figure di un altro gruppo di ragazzi con poteri speciali che viene massacrato dal SenzaFaccia, Gabriele si ritrova a fronteggiare incubi ricorrenti e la vita comune di cui non conserva alcun ricordo e viene mostrata un'uccisione all'inizio di ogni puntata. Si viene a sapere che Giulia è stata catturata da una sorta organizzazione che studia e riproduce il DNA dei cosiddetti puri, ovvero esseri umani nati con capacità fuori dal normale. Uno di questi puri è Gabriele, il cui DNA viene usato per essere sperimentato su ragazzi che però alla fine non riescono a reggere il peso del DNA mutato, gli stessi Freaks sono frutto dell'esperimento "Gabriele #216", tuttavia si viene a sapere che i soggetti effettivi dell'esperimento 216 sono solo 4, Giulia infatti non è stata mutata durante la sera al Blackout. I Freaks riescono ad uccidere gli uomini alle loro calcagna, sviluppando al meglio i loro poteri, si riuniscono e decidono di non fare nulla in attesa dell'attacco dell'organizzazione. Nel frattempo Giulia, catturata e imprigionata perché troppo pericolosa, riesce a liberarsi e, dopo aver massacrato svariati medici dell'organizzazione scappa. Sempre in contemporanea l'organizzazione avvia il progetto Gabriele 217, ma Marta (colei che gestisce l'operazione di mutazione inserendo agenti mutageni in degli alcolici da distribuire e che si finge la ragazza di Gabriele) e i suoi vengono uccisi da Giulia, più furiosa che mai, che arriva in tempo da Gabriele per evitare il "distaccamento". Preso atto che i Freaks sono diventati troppo potenti per essere combattuti da semplici umani l'organizzazione avvia un progetto che porta alla mutazione genetica di sei cadaveri, ovvero le persone uccise all'inizio di ogni puntata, che vengono persuase a stare agli ordini del gruppo e si preparano alla battaglia con i quattro Freaks. Giulia invece, recuperato misteriosamente il senno, porta Gabriele con sé togliendolo dalle mani dell'organizzazione. Marco, Viola, Andrea e Silvio si scambiano i corpi, a causa del potere di uno dei nuovi Freaks. I quattro vengono raggiunti da Giulia e Gabriele e si scontrano con il responsabile del loro scambio di corpi, che viene eliminato da Giulia. Un altro dei cadaveri resuscitati ferisce a morte Andrea, che era nel corpo di Viola, poi viene eliminato da Giulia. Dato che Andrea viene eliminato nel corpo di Viola, Marco e Andrea ritornano nei loro rispettivi corpi mentre Viola è intrappolata nel corpo di Silvio, morto anch'esso per effetto a catena dato dalla morte del corpo di Viola. Marco non riesce a far funzionare il suo potere per tornare indietro nel tempo e salvare Andrea, che era nel corpo di Viola, quindi prende un viagra. Gabriele scopre che il SenzaFaccia è una proiezione reale dei suoi incubi e che ha ucciso sua madre. Andrea, ritornato nel suo corpo, e Viola, ancora nel corpo di Silvio, vengono arrestati, probabilmente accusati della "morte" di Viola. Invece per effetto del viagra Marco è tornato addirittura nel 1890. Giulia incontra il capo dell'organizzazione che, riconoscendola come pura, le propone di seguirlo.

## Personaggi
- Giulia Croce, interpretata da Ilaria Giachi.
È una ragazza attraente ma chiusa, fredda, silenziosa ed introversa. I suoi superpoteri ricordano quelli di un vampiro, dato che, bevendo sangue umano, è in grado di diventare estremamente forte e resistente, mentre i suoi occhi diventano quasi "rettiliani", tuttavia il potere ha scatenato reazioni incontrollabili nella sfera emotiva della ragazza che si traducono in furia omicida.
- Marco Diana, interpretato da Guglielmo Scilla.
Un giovane studente universitario, carino ma un po' impacciato nelle relazioni sociali; il suo superpotere consiste nel poter viaggiare nel tempo e nello spazio, portando con sé anche altre persone. Finora ha dimostrato di saper viaggiare solo nel passato identificandosi nel suo corpo o in un altro, dando vita a paradossi temporali. È capace di effettuare un viaggio solo in momenti di eccitazione o durante gli orgasmi. Durante la serie si viene inoltre a sapere che il potere genera in lui un incontrollabile appetito sessuale e che dopo ogni viaggio invecchia, anche se nella puntata 9 della 2ª stagione ha dimostrato di poter "assorbire" la giovinezza altrui durante un rapporto in modo ancora inspiegato.
- Viola Cesa de Castaldo, interpretata da Claudia Genolini.
Una ragazza emotiva e sensibile, che però ha saputo dimostrare anche coraggio e determinazione; all'inizio della serie aveva il potere di accecare le persone con il semplice tocco; diventata cieca in seguito, diviene capace di vedere anche attraverso gli occhi delle persone che tocca. Nella seconda stagione Viola riacquista la vista e aumenta il campo d'azione del suo potere "memorizzando" gli occhi di chi tocca e riuscendo a vedere attraverso essi senza un contatto diretto, inoltre il potere si trasmette in maniera epidemica da persona a persona, con il tocco diretto.
- Andrea Tarantini, interpretato da Andrea Poggioli.
Un ragazzo problematico maniaco della discoteca, avvezzo all'uso di sostanze stupefacenti; il suo potere gli permette di influenzare lo stato d'animo delle persone vicine a lui, facendo provare a loro le stesse sensazioni e gli stessi sentimenti che prova lui in quel momento. Nella seconda stagione il potere si sviluppa ulteriormente, consentendo ad Andrea di influenzare le voglie e le sensazioni delle persone a proprio piacimento, riuscendo addirittura a controllarle e fargli fare ciò che vuole.
- Silvio Bolla, interpretato da Claudio Di Biagio.
Silvio è vanitoso, pieno di sé, sfrontato e fa spesso battute di cattivo gusto, ma resta comunque il più comico del gruppo; il suo potere, inizialmente, sembra consistere in una grandissima fortuna, che gli consente di salvarsi sempre da ogni situazione e di riuscire a fare cose alquanto improbabili. Successivamente si scopre però che il suo potere consiste nel creare campi telecinetici, anche se all'inizio non riesce ad usare il potere se non in stati di forte emotività; arrivando al pieno controllo il suo potere diventa di grandissima potenza offensiva e difensiva.
- Gabriele Moldi, interpretato da Giampaolo Speziale.
Gabriele è un ragazzo taciturno e misterioso, tormentato dalla perdita della memoria, da ricorrenti incubi, braccato dall'uomo senza faccia. È la nemesi dei nostri Freaks, l'uomo per cui hanno avuto i poteri. Si intuisce dalla serie che sia un puro, ovvero un organismo nato di per sé con capacità straordinarie (longevità, rigenerazione cellulare, intelligenza sviluppata, peculiari capacità) e non frutto di esperimenti. Inizialmente non viene mostrato quale sia il suo potere, che viene chiamato "Distaccamento" e si manifesta a intervalli precisi di tempo, scanditi da un orologio a countdown. Nella penultima puntata della 2ª stagione scopre, leggendo il diario di L, che il suo potere è quello di creare realtà parallele, quindi il distaccamento consiste nel distaccarsi dal proprio corpo nella dimensione reale (portando con sé anche altre persone) e ritrovarsi nell'universo parallelo da lui creato.

Guest star
Alla serie hanno partecipato, inoltre, i doppiatori italiani Antonella Rinaldi e Mauro Gravina nel ruolo dei genitori di Silvio; l'attrice Martina Pinto nel ruolo di Ilaria Vigilante, la fidanzata occasionale di Marco; l'attrice Elisa Torri nel ruolo di Flora, la madre di Marco e Ginevra; Andrea Baglio nel ruolo di Daniele Croce, il fratello di Giulia; l'attore Maurizio Mosetti nel ruolo di Raffaele; l'attore Salvatore Lazzaro nel ruolo di L; Elena Cucci nel ruolo di Ginevra Diana, sorella gemella di Marco; l'attrice Sara Lazzaro nel ruolo di Sara, una stagista dell'organizzazione, incaricata di fermare i ragazzi. Inoltre nei flashback dell'infanzia di Gabriele, Francesca Valtorta interpreta sua madre Celeste.

## Episodi
| Anno      | Stagione         | Episodi |
| --------- | ---------------- | ------- |
| 2011-2012 | Prima stagione   | 8       |
| 2012-2013 | Seconda stagione | 12      |

## Eventi
Il 25 giugno 2011 si è tenuto un Secret Show di Radio Deejay a Roma, nel Blackout Rock Club, dove è stata mostrata l'ultima puntata dopo una chiacchierata sul palco con gli attori principali, parte dell'evento visibile anche in streaming sul sito ufficiale di Radio Deejay, al quale è seguito un party aftershow, il "Tromborama". Il 27 giugno 2011 si è tenuta una maratona di tutte le puntate al Telefilm Festival culminante con l'anteprima dell'ultimo episodio della serie (online il giorno successivo), nel cinema Apollo di Milano.
Il 6 ottobre 2012 si è tenuto un altro Secret Show a Roma, sempre al Blackout Rock Club, dove è stata mostrata, questa volta, la prima puntata della seconda stagione in anteprima. L'11 ottobre 2012 l'Università IULM di Milano ha ospitato l'anteprima della prima puntata della seconda stagione, alla quale è seguito un incontro moderato dal prof. Gianni Canova a cui hanno partecipato i protagonisti del cast insieme a Linus, direttore di Deejay TV.

## Accoglienza
Grazie ad un passaparola effettuato su YouTube dagli stessi autori della serie e alla conseguente promozione virale sui social network, primo fra tutti Facebook, la serie ha avuto, secondo La Repubblica, più di otto milioni di visualizzazioni nei primi due mesi, affermandosi come il primo esperimento a fondere seriamente linguaggio della televisione e linguaggio delle webserie:
Freaks! è stata premiata al Telefilm Festival del 2011 come migliore serie italiana. In merito al successo della serie Claudio di Biagio ha dichiarato, in un'intervista al quotidiano La Repubblica: «questa secondo me è stata una provocazione degli stessi organizzatori: al di là dei nostri meriti, che sicuramente ci sono, è stato un segnale volutamente lanciato al mercato chiuso delle serie TV e del cinema in generale. Il web è una nuova realtà ed è ora che qualcuno se ne accorga».

## Merchandising
È stato annunciato dagli stessi autori sulla pagina Facebook della serie, l'uscita il 27 settembre 2011 di una compilation con le canzoni che fanno da colonna sonora alla serie, tra cui la canzone "Freaks!" degli "About Wayne", usata nella sigla.
Il 7 novembre 2012 è uscito nelle librerie di tutta Italia un libro dedicato alla serie, scritto dai creatori, intitolato Freaks! - Tutti i segreti. Il libro svela le vite segrete dei protagonisti, tutto quello che nessuno potrà mai vedere nelle puntate.
Oltre al libro per la seconda stagione è uscita una OST selezionata da Giampaolo Speziale, leader degli About Wayne, gruppo della sigla della serie.
La OST include i brani versione "Reprise" di ognuno dei personaggi.
In esclusiva per Feltrinelli sono disponibili anche un notebook come quello usato nella serie e la cover per iPhone 4/4s.

## Citazioni
- Nel primo episodio della seconda stagione di Freaks!, ambientazione, abiti e caratterizzazioni dei cinque ragazzi uccisi dall'uomo senza volto nella scena iniziale rimandano in maniera diretta al famoso serial Misfits, esempio del genere supereroistico cui Freaks! si ispira. In seguito, in uno dei suoi video-blog, lo stesso Matteo Bruno, regista della serie, ha confermato che tale scena era stata concepita proprio come omaggio al famoso teen drama britannico.
- Nella webserie Fuga dalla morte di Michael Righini hanno partecipato diversi personaggi di Freaks! in veste di guest star, Claudio Di Biagio, Guglielmo Scilla, Claudia Genolini e il regista Matteo Bruno.
- Nel primo episodio di Lost in Google, Claudio Di Biagio appare in una scena indossando una maglietta con la scritta "Freak".
- Il ruolo di Salvatore Lazzaro, è forse ispirato a L Lawliet, investigatore e personaggio principale del manga Death Note.
- Nel video "Le Donne Sono Pazze" di Michael Righini, nella scena in cui Michael e Nicol stanno nel letto, Michael tiene in mano il libro di Freaks.